# Arizona Days (película de 1928)
Arizona Days es una película muda de género wéstern estadounidense estrenada en 1928, fue dirigida por J.P. McGowan y protagonizada por el mismo.

## Reparto
- Bob Custer como Chuck Drexel
- Peggy Montgomery como Dolly Martin
- John Lowell como John Martin
- J.P. McGowan como Ed Hicks
- Mack V. Wright como Black Bailey
- Jack Ponder como Reginald Van Wiley